# Słoboda (województwo podkarpackie)
Słoboda – wieś w Polsce położona w województwie podkarpackim, w powiecie leżajskim, w gminie Kuryłówka.
| SIMC    | Nazwa        | Rodzaj    |
| ------- | ------------ | --------- |
| 0653311 | Słoboda Duża | część wsi |
| 0653328 | Słoboda Mała | część wsi |

1 stycznia 1965 wieś wyłączono z gromady Adamówka w powiecie jarosławskim i włączono do gromady Brzyska Wola w powiecie leżajskim.
W latach 1975–1998 miejscowość położona była w województwie rzeszowskim.
Od września 2008 roku czynna jest świetlica środowiskowa, miejsce świetlicy: Dom wiejski.
Przez wieś przepływa rzeka Złota.